# 粘合南合
粘合南合（？—1263年），蒙古帝国大臣，女真贵族出身，粘合重山之子。
粘合南合官至江淮安抚使。元太宗十年（1238年），窝阔台命粘合南合，继承父职为行军前中书省事。当时大将察罕围攻南宋寿春，七天才攻下，想要屠城，粘合南合说：“不降的只是守将，百姓有何罪？”于是获免屠杀。开始，忽必烈在汴州伐宋军，南合进言：“李璮承国厚恩，坐制一方，担任其人多诈，叛乱没有日子了。”忽必烈也赞同他。中统元年（1260年），两次转任宣抚使。次年（1261年），授任中书右丞、中兴路等路行中书省事。中统三年（1262年），转任秦蜀五路四川行中书省事。当年李璮在益都造反，忽必烈派人对使粘合南合说：“卿言犹在耳，李璮果然反了。卿应该谨守西鄙。”他回答：“臣谨受诏，不敢让西鄙成为陛下的忧虑。”次年，粘合南合担任中书平章政事。中统四年（1263年），粘合南合病卒。封魏国公，谥号宣昭。其子博温察兒，知河中府。

## 延伸阅读
[在维基数据编辑]
 《新元史/卷133》，出自柯劭忞《新元史》